# 34418 Juliegodfrey
34418 Juliegodfrey este o planetă minoră (asteroid), cu un diametru de 2,476 km, din centura de asteroizi. A fost descoperită pe 20 septembrie 2000 la Experimental Test Site⁠(d) de Lincoln Near-Earth Asteroid Research. 
Obiectul prezintă o orbită caracterizată de o semiaxă mare de 2,2711937 UAi, o excentricitate de 0,17, o înclinație de 7,40984 ° în raport cu ecliptica.